# Christopher Spehr
Christopher Spehr (* 9. Oktober 1971 in Bad Oeynhausen) ist ein deutscher evangelischer Theologe. Er ist seit 2023 Professor für Kirchengeschichte an der Evangelisch-Theologischen Fakultät der Ludwig-Maximilians-Universität München.

## Biographie
Nach seinem Abitur am Immanuel-Kant-Gymnasium Bad Oeynhausen studierte Christopher Spehr von 1992 bis 1999 Evangelische Theologie in Bethel, Tübingen und Zürich. Während seines Studiums wurde er 1994 im Tübinger Wingolf aktiv. Nach dem Ersten Theologischen Examen vor der Evangelischen Kirche von Westfalen 1999 wurde ihm ein Promotionsstipendium der Konrad-Adenauer-Stiftung zuteil. 2004 wurde Spehr durch die Evangelisch-Theologische Fakultät der Westfälischen Wilhelms-Universität Münster zum Doktor der Theologie promoviert; die Dissertation wurde 2006 mit dem Dissertationspreis der Westfälischen Wilhelms-Universität Münster ausgezeichnet.
Dem Vikariat in Herne-Holsterhausen und dem Zweiten Theologischen Examen 2004 schloss sich eine Anstellung als wissenschaftlicher Mitarbeiter am Seminar für Kirchengeschichte II in Münster (Lehrstuhl Albrecht Beutel) an. Spehr habilitierte 2009 ebendort; die Habilitationsschrift wurde mit dem Hanns-Lilje-Preis 2010 ausgezeichnet. Es folgten Lehrstuhlvertretungen in Bochum und Jena.
Vom Wintersemester 2011/12 bis zum Ende des Sommersemesters 2023 war Spehr Professor (W 3) für Kirchengeschichte an der Theologischen Fakultät der Friedrich-Schiller-Universität Jena. 2012 erfolgte die Ordination durch die Evangelische Kirche in Mitteldeutschland. Von 2013 bis 2018 war er Beauftragter des Präsidiums der Friedrich-Schiller-Universität Jena für das Reformationsjubiläum 2017.
Im Jahr 2014 wurde ihm die Goldene Medaille der Comenius-Universität Bratislava verliehen.
Vom Wintersemester 2020/21 bis zum Ende des Sommersemester 2023 war er Dekan der Theologischen Fakultät Jena.
Zum Wintersemester 2023/24 wechselte Spehr auf die W-3-Professur für Kirchengeschichte II (Lehrstuhl für Kirchengeschichte des Mittelalters bis zur Neuzeit) der Evangelisch-Theologischen Fakultät der Ludwig-Maximilians-Universität München. 2024 wurde er vom Rat der EKD zum Vorsitzenden der Evangelischen Arbeitsgemeinschaft für Kirchliche Zeitgeschichte berufen. Spehr übernimmt damit die Nachfolge von Harry Oelke.

## Schriften (Auswahl)
Monographien
- Aufklärung und Ökumene. Reunionsversuche zwischen Katholiken und Protestanten im deutschsprachigen Raum des späteren 18. Jahrhunderts (Beiträge zur historischen Theologie 132), Tübingen 2005.
- Luther und das Konzil. Zur Entwicklung eines zentralen Themas in der Reformationszeit (= Beiträge zur historischen Theologie, Bd. 153), Tübingen 2010.

Herausgeberschaften
- mit Thomas Seidel: Das evangelische Pfarrhaus – Mythos und Wirklichkeit. Leipzig 2013.
- Reformation heute, Band 1: Protestantische Bildungsakzente. Leipzig 2014.
- mit Albrecht Lindemann und Rainer Rausch: Toleranz und Wahrheit. Philosophische, theologische und juristische Perspektiven (= Anhalt[er]kenntnisse; Bd. 1). Hannover 2014.
- mit Claus Schwambach: Reforma e Igreja. Estudos sobre a eclesiologia da Reforma na história e na atualidada. São Bento do Sul – SC (Brasilien) 2015.
- Ludwig Steil (1900–1945). Nach einem Lebensbild von Gusti Steil, Neukirchen-Vluyn 2015.
- mit Michael Haspel und Wolfgang Holler: Weimar und die Reformation. Luthers Obrigkeitslehre und ihre Wirkungen. Leipzig 2016.
- mit Dagmar Blaha: Reformation vor Ort. Zum Quellenwert von Visitationsprotokollen. Beiträge der Tagung des Projektes „Digitales Archiv der Reformation“ und des Lehrstuhls für Kirchengeschichte der Friedrich-Schiller-Universität Jena am 26. und 27. November 2014 in Jena (= Veröffentlichungen der staatlichen Archivverwaltung des Landes Sachsen-Anhalt, Reihe A: Quellen zur Geschichte Sachsen-Anhalts 21/Schriften des Hessischen Staatsarchivs Marburg 29/Schriften des Thüringischen Hauptstaatsarchivs Weimar 7). Leipzig 2016.
- mit Claus Schwambach: Reforma e Biblia. Estudos sobre a compreensão protestante da Escritura Sagrada na história e na atualidade. São Bento do Sul 2016.
- mit Joachim Bauer: Orte der Reformation: Jena. Leipzig 2017.
- mit Claus Schwambach: Reforma e Politica. São Bento do Sul 2018.
  - Bd. 1: Dimensões da relação entre fé cristã e política na história e na teologia da Reforma luterana.
  - Bd. 2: A compreensão luterana da relação entre fé cristã e política em sua relevância atual.
- mit Klaus Fitschen, Marianne Schröter und Ernst-Joachim Waschke: Kulturelle Wirkungen der Reformation / Cultural Impact of the Reformation. Kongressdokumentation Lutherstadt Wittenberg August 2017, 2 Bände (= Leucorea Studien zur Reformation und Lutherischen Orthodoxie, Bd. 36–37). Leipzig 2018.
- Luther denken. Die Reformation im Werk Jenaer Gelehrter (= Schriften zur Geschichte der Theologischen Fakultät Jena, Bd. 2), Leipzig 2019.
- mit Michael Maurer: Herder – Luther. Das Erbe der Reformation in der Weimarer Klassik (= Colloquia historica et theologica, Bd. 5). Tübingen 2019.
- mit Joachim Bauer und Stefan Gerber: Das Wartburgfest von 1817 als europäisches Ereignis (= Quellen und Beiträge zur Geschichte der Universität Jena, Bd. 15). Stuttgart 2020.
- mit Siegrid Westphal und Kathrin Paasch: Reformatio et memoria. Protestantische Erinnerungsräume und Erinnerungsstrategien in der Frühen Neuzeit. Göttingen 2020.
- Landeskirche ohne Landesherrn. Neuanfänge und Kontinuitäten der evangelischen Kirchen in der Zeit der Weimarer Republik (= Herbergen der Christenheit, Sonderband 27). Leipzig 2021.
- mit Harry Oelke: Das Eisenacher „Entjudungsinstitut“. Kirche und Antisemitismus in der NS-Zeit (Arbeiten zur Kirchlichen Zeitgeschichte Reihe B, Bd. 82). Göttingen 2021.
- mit Roland M. Lehmann: Diskriminierung von Christen in der DDR Band 1: Militarisierung und Widerstand in den 1960er Jahren (Arbeiten zur Kirchlichen Zeitgeschichte Reihe B, Bd. 88). Göttingen 2023.

Herausgeberschaften von Zeitschriften und Reihen
- Lutherjahrbuch, Göttingen (seit 2013).
- Berliner Theologische Zeitschrift, Leipzig (2013–2019).
- Predigtstudien, Freiburg im Breisgau (seit 2015).
- Schriften zur Geschichte der Theologischen Fakultät Jena (seit 2017 zus. mit Katharina Bracht).